# Friedrich Jürgenson
Friedrich Jürgenson (Odessa, 1903 - Estocolmo, 1987) fue un pintor, músico y productor cinematográfico sueco del género de película documental, y más conocido por ser el pionero de las EVP (fenómeno de voces electrónicas), junto a Konstantin Raudive.

## Trayectoria
Se estableció en Estocolmo en 1943. Estudió canto en Milán y llegó a ser cantante de ópera además de pintor. Participó como arqueólogo en las excavaciones realizadas en Pompeya y en el sótano de la Basílica de San Pedro.
Es especialmente famoso por ser el pionero en la investigación y descubrimiento del fenómeno de voces electrónicas, también llamada ITC (transcomunicación instrumental) por el famoso erudito en este campo de estudio, François Brune. Jürgenson para la grabación de sus experimentos tan solo se valía de magnetófonos.
El descubrimiento del fenómeno llegó por casualidad el 12 de junio de 1959 en Estocolmo (Suecia) cuando Jürgenson grababa el canto de los pájaros en una campiña cerca de su casa. Desde entonces recogió multitud de voces de personas supuestamente fallecidas conocidas por él, y otras tantas provenientes de personas totalmente desconocidas.
Después en 1964, en colaboración con el físico e ingeniero Konstantin Raudive, se dio un nuevo giro a la investigación pionera de Jurgenson.
Jürgenson alistó en sus experimentos posteriores a colaboradores como el profesor Hans Bender, director del Instituto de Parapsicología de la Universidad de Friburgo, el Instituto Max Planck de Mónaco y el Deutsches Institut für Feldphysik Northeim, y al profesor Rolle, Presidente de la Asociación Americana de Parapsicología.